# Ai Ouchi
Ai Ouchi, född 17 september 1974, är en japansk bågskytt. Hon deltog vid olympiska sommarspelen 1996.